# Хосе Марія Пас
Бригадний генерал Хосе Марія Пас-і-Аедо (9 вересня 1791 — 22 жовтня 1854) — аргентинський військовий діяч часів війни за незалежність та громадянської війни.

## Ранні роки
Народився у Кордові, в креольській родині Хосе Паса й Марії Аедо. Вивчав філософію й теологію в семінарії де Лорето, потім навчався в університеті Кордови, по закінченню якого отримав ступінь бакалавра мистецтва, математики, латини й права.
Після Травневої революції він приєднався до армії, яка боролась проти іспанських роялістів за незалежність Аргентини. Його брат, Хуліан Пас Аедо, який народився у 1793 році, також був офіцером революційної армії.

## Битви за незалежність
У 1811 році Хосе Пас вирушив до Верхнього Перу in 1811, де доклав своїх зусиль до перемоги Армії Півночі під командуванням генерала Мануеля Бельграно у 1812 році.
Пізніше, разом зі своїм братом, брав участь у битвах під Вількапуджо, Айохумою, Пуесто-дель-Маркес та Вента-і-Медіа. В останній битві він отримав поранення в руку, після чого за ним закріпилось прізвисько «Однорукий Пас» (El Manco Paz). У 1814 році верховний правитель Хуан Мартін де Пуейредон призначив його командувачем батальйону національних драгунів (Dragones de la Nación) та надав звання полковника.

## Громадянська війна
У 1817 році Бельграно розпочав війну з противниками централізації влади у провінції Буенос-Айрес. Пас у цій боротьбі протистояв силам Естаніслао Лопеса, командувача федералістських військ, та завдав йому поразки у битві під Ла-Херрадурою, у провінції Кордова.

## Війна проти Бразилії

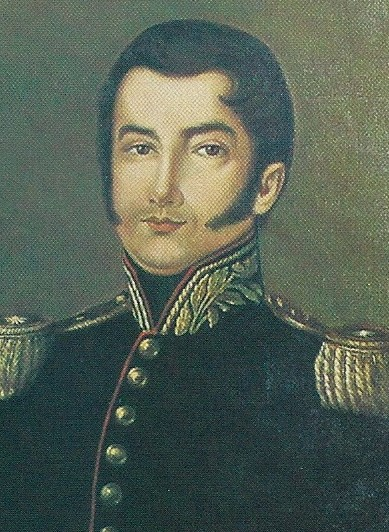
Хосе Марія Пас

Об'єктом війни між двома країнами стала територія Східної Провінції (нині Уругвай). Вона розпочалась у 1825 році й завершилась за три роки перемогою аргентинців.
У битві під Ітужаїнгу, маючи меншу чисельність військ, Пас виснажив бразильські сили, а згодом змусив їх здатись. За наказом президента Бернардіно Рівадавія йому було присвоєно звання генерала. Він став першим генералом — випускником аргентинської військової школи.
Після завершення війни з Бразилією Пас повернувся до Буенос-Айреса, де генерал Хуан Лавалль наказав йому готувати армію до боротьби з численними каудильйо, які починали рух у регіонах. Таким чином, Пас продовжив у часть у громадянській війні на боці унітаристів.

## В'язень Лопеса
Після підписання у 1831 році Федерального пакту між провінціями Буенос-Айрес і Санта-Фе уряд останньої приєднався до вторгнення до провінції Кордова. До того часу Пас був готовий стати до боротьби проти Естаніслао Лопеса. На жаль він вирушив у розвідку до місцевості, яка не була надійно прикрита його військами, тому потрапив у пастку з невеликим загоном. Його було взято у полон, а його армія була розпущена через відсутність командування. Таким чином, унітаристи були приречені на поразку у цій боротьбі.
За наказом Лопеса генерала Паса було доставлено до міста Санта-Фе, де він провів наступні чотири роки у в'язниці, перш ніж його було передано в руки Хуана Мануеля де Росаса. Останній наказав ув'язнити Паса в місті Лухан ще на три роки.

## Пас у Коррієнтесі
До того часу, як Паса було звільнено, Лавалль вже здобув перемогу над каудильйо Паскуалем Ечагу у битві при Сос-Гранде (16 липня 1840). Він мав намір перетнути річку Парана, щоб переправити свої сили на підтримку Буенос-Айреса, і запропонував Пасу приєднатись до нього. Розуміючи, що такий крок залишить Коррієнтес незахищеним, Пас відмовився і залишився допомагати губернатору Педро Ферре.
В Коррієнтесі Пас мав проблеми з формуванням боєздатної армії. Це було пов'язано з сильним виснаженням провінції в ході війни. Тому генералу довелось комплектувати свою армію ненавченим ополченням, більшість якого складала молодь (через це загони Паса отримали прізвисько «армія школярів»). Також були проблеми з озброєнням — генерал мав у своєму розпорядженні лише невелику кількість мушкетів. Тим не менше, нерішучість опонентів дозволила Пасу організувати-таки свої сили.
Ворожі армії розташувались на різних берегах річки Коррієнтес, яка поділяє провінцію приблизно навпіл. Після тривалої позиційної боротьби 26 листопада 1841 року Пасу вдалось великими силами перетнути річку й за два дні розбити військо противника.
У 1842 році Він вторгся в Ентре-Ріос, переслідуючи рештки армії Ечагу, та узяв Ла-Бахаду (нині Парана), після чого встановив свою владу у провінції. Разом із тим, такий поворот спричинив невдоволення губернатора Ферре. Замість того, щоб допомагати Пасу, він вирішує зосередитись на бойових діях в Буенос-Айресі. Ферре наказав переможним силам повернутись до Коррієнтесу, залишивши Паса без підтримки в Ентре-Ріосі. Останній був змушений вирушити до Монтевідео, де возз'єднався зі своєю родиною.

## Останні роки
Політична нестабільність змусила Паса зрештою виїхати до Парагваю, а потім — до Ріо-де-Жанейро. Там він зайнявся сільським господарством і сильно збіднів. 5 червня 1848 року померла його дружина.
Після того як він отримав звістку про початок повстання Уркіси проти Росаса, Пас вирішив повернутись до Аргентини. 11 вересня 1853 року Уркіса присвоїв йому звання бригадного генерала та відрядив на кордон із Санта-Фе.

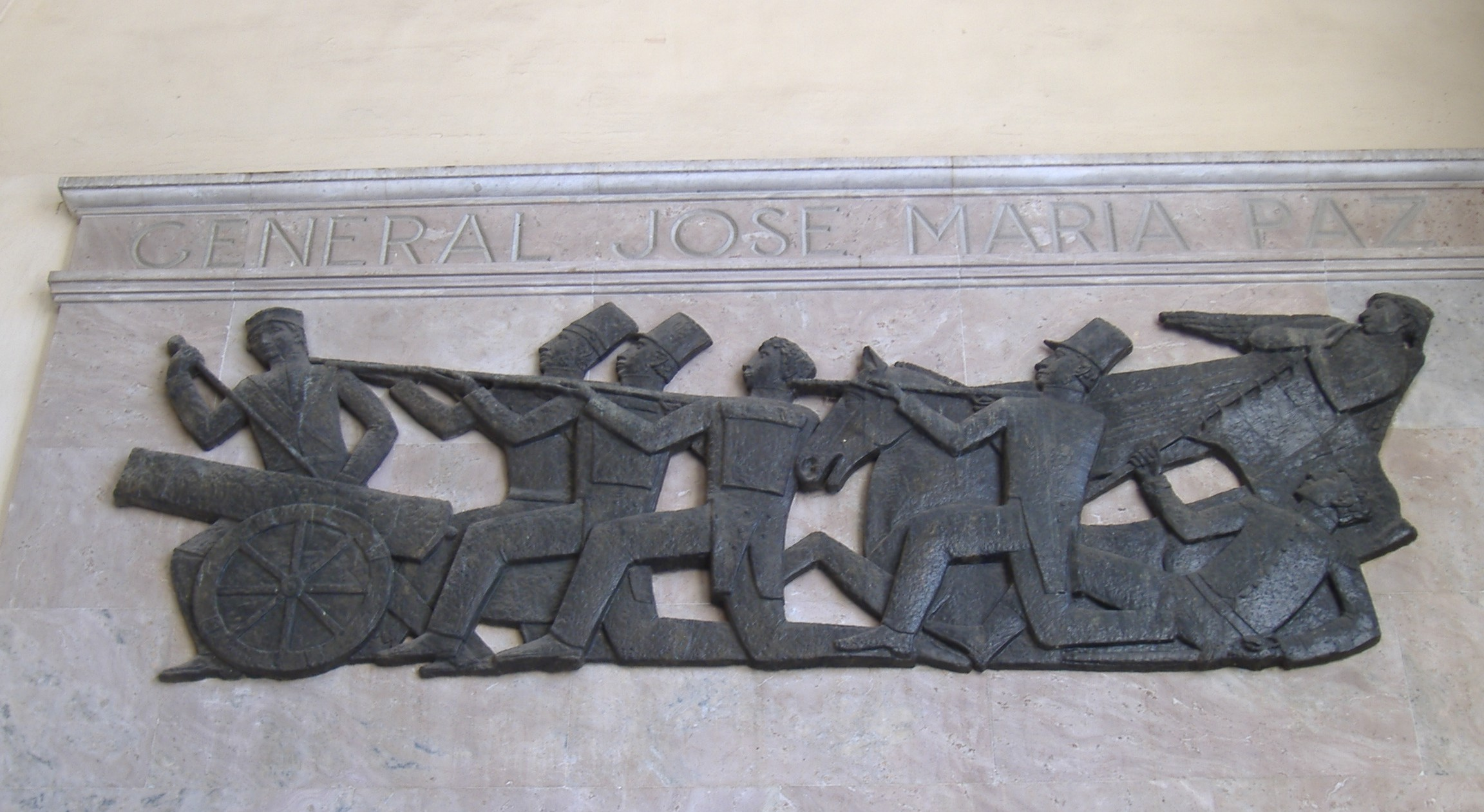
Надгробок генерала Паса у соборі Кордови

Він помер за рік і був похований з великими почестями, що заслужив своїм самовідданим патріотизмом. За часів президентства Домінго Сарм'єнто його тіло було переміщено до собору Кордови, а також було проведено перепоховання решток його дружини.
Швидкісна траса, що є межею між столичним округом Буенос-Айрес та однойменною провінцією названа на честь генерала Паса.